# تیم ملی فوتبال زیر ۲۳ سال مکزیک
تیم ملی فوتبال زیر ۲۳ سال مکزیک (انگلیسی: Mexico national under-23 football team) یا تیم ملی فوتبال المپیک مکزیک نمایندهٔ فوتبال کشور مکزیک در بازی‌های فوتبال زیر ۲۳ سال و المپیک تابستانی است.
این تیم در بازی‌های المپیک تابستانی ۲۰۱۲ قهرمان شد.

## عملکرد در المپیک
| سال   | مرحله         | جایگاه    | تعداد بازی | تعداد برد | تعداد مساوی | تعداد باخت | گل زده    | گل خورده  |
| ----- | ------------- | --------- | ---------- | --------- | ----------- | ---------- | --------- | --------- |
| ۱۹۹۲  | مرحله گروهی   | دهم       | ۳          | ۰         | ۳           | ۰          | ۳         | ۳         |
| ۱۹۹۶  | یک‌چهارم نهایی | هفتم      | ۴          | ۱         | ۲           | ۱          | ۲         | ۳         |
| ۲۰۰۰  | صعود نکرد     | صعود نکرد | صعود نکرد  | صعود نکرد | صعود نکرد   | صعود نکرد  | صعود نکرد | صعود نکرد |
| ۲۰۰۴  | مرحله گروهی   | دهم       | ۳          | ۱         | ۱           | ۱          | ۳         | ۳         |
| ۲۰۰۸  | صعود نکرد     | صعود نکرد | صعود نکرد  | صعود نکرد | صعود نکرد   | صعود نکرد  | صعود نکرد | صعود نکرد |
| ۲۰۱۲  | مدال طلا      | قهرمان    | ۶          | ۵         | ۱           | ۰          | ۱۲        | ۴         |
| ۲۰۱۶  | صعود کرد      | صعود کرد  | صعود کرد   |           |             |            |           |           |
| Total | یک قهرمانی    | ۵/۷       | ۱۶         | ۷         | ۷           | ۲          | ۲۰        | ۱۳        |

## افتخارات
- المپیک
  - مدال طلا (۱): ۲۰۱۲
  - مقام چهارم (۱): ۱۹۶۸
- بازی‌های پان امریکن
  - مدال طلا (۴): ۱۹۶۷، ۱۹۷۵، ۱۹۹۹، ۲۰۱۱
  - مدال نقره (۴): ۱۹۵۵، ۱۹۹۵، ۱۹۹۱، ۲۰۱۵
  - مدال برنز (۲): ۲۰۰۳، ۲۰۰۷
- بازی‌های آمریکای مرکزی و کارائیب
  - مدال طلا (۶): ۱۹۳۵، ۱۹۳۸، ۱۹۵۹، ۱۹۶۶، ۱۹۹۰، ۲۰۱۴
  - مدال نقره (۶): ۱۹۵۴، ۱۹۶۲، ۱۹۸۲، ۱۹۹۳، ۱۹۹۸، ۲۰۰۲
  - مدال برنز (۱): ۱۹۸۶
- مقدماتی المپیک
  - قهرمانی (۴): ۱۹۹۶، ۲۰۰۴، ۲۰۱۲، ۲۰۱۵
  - نائب قهرمانی (۱): ۱۹۹۲
- تورنومنت تولون
  - قهرمانی (۱): ۲۰۱۲
- یونیورسیاد
  - قهرمانی (۱): ۱۹۷۹